# 秀丽高原鳅
秀丽高原鳅（学名：Triplophysa venusta）为輻鰭魚綱鯉形目條鳅科高原鳅属的鱼类。在中国，分布于云南丽江的黑龙潭和漾工江等，多生活于静水和缓流水体。该物种的模式产地在云南丽江的黑龙潭和漾工江。

## 扩展阅读
維基物種上的相關：秀丽高原鳅